# Rotterdam Open
Rotterdam Open, oficiálně ABN AMRO Open, je profesionální tenisový turnaj mužů v nizozemském Rotterdamu. Založen byl v roce 1974. Probíhá v únorovém termínu ve víceúčelové hale Rotterdam Ahoy na krytých dvorcích s tvrdým povrchem. Titulárním partnerem je od počátku nizozemský bankovní dům ABN AMRO.
Na okruhu ATP Tour představují ABN AMRO Open a Dallas Open úvodní turnaje sezóny v kategorii ATP Tour 500. Do soutěže dvouhry nastupuje třicet dva hráčů a čtyřhry se účastní šestnáct párů.

## Historie
V roce 1972 se odehrál halový předchůdce nizozemské události – Rotterdam Indoors. Ve dvouhře zvítězil Američan Arthur Ashe a ve čtyřhře Australané Roy Emerson s Johnem Newcombem. 

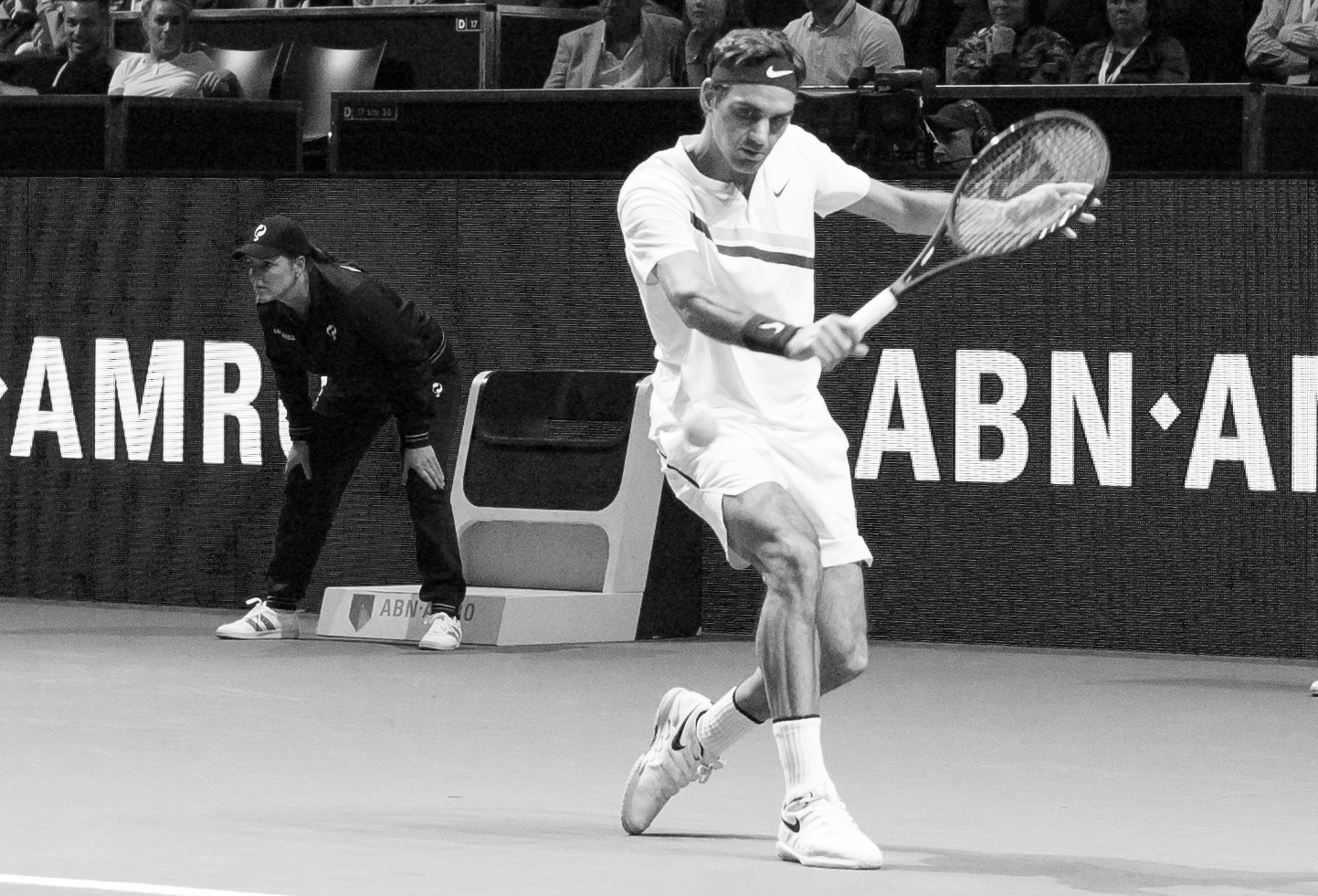
Rekordman Roger Federer se při zisku 3. titulu v roce 2018 stal jako 36letý i nejstarším šampionem

Premiérový ročník ABN Open proběhl v roce 1974 ve spolupráci s bankou ABN, jež se stala titulárním partnerem. Šampionem se stal Nizozemec Tom Okker. Událost se původně řadila do okruhu World Championship Tennis, poté byla částí série Grand Prix a od roku 1990 ji začala organizovat ATP Tour. V roce 1984 bylo za stavu 6–0 a 1–0 přerušeno finále dvouhry mezi Čechem Ivanem Lendlem a Američanem Jimmy Connorsem. Důvodem se stalo ohlášení bombové hrozby. Lendl následně odmítl zápas dohrát.
V roce 2004 se ředitelem stal nizozemský wimbledonský vítěz Richard Krajicek, jenž v letech 1995 a 1997 vyhrál rotterdamský turnaj jako druhý Nizozemec. Návštěvnost úvodního ročníku 1974 činila 46 tisíc osob, v roce 2013 se jednalo o 116 354 diváků a v sezóně 2024 se zvýšila na 126 963 návštěvníků. V polovině 70. let dvacátého století inkasoval vítězný Ash odměnu 12 tisíc eur. V ročníku 2025 si první španělský šampion Carlos Alcaraz odvezl prémii 449 tisíc eur.
Nejvyšší počet tří singlových titulů vyhrál Švýcar Roger Federer (2005, 2012 a 2015). Američan Arthur Ashe (1975–1976) drží se Stefanem Edbergem (1986–1987), Nicolasem Escudém (2001–2002) a Robinem Söderlingem (2010–2011) rekord dvou triumfů v řadě. Rekordní počet čtyř deblových trofejí vybojovali Anders Järryd (1987, 1991, 1993, 1995) a Nenad Zimonjić (2009–2010, 2012–2013).

## Zařazení na okruzích
- 1974–1977: okruh WCT
- 1978–1989: okruh Grand Prix
- od 1990: ATP Tour

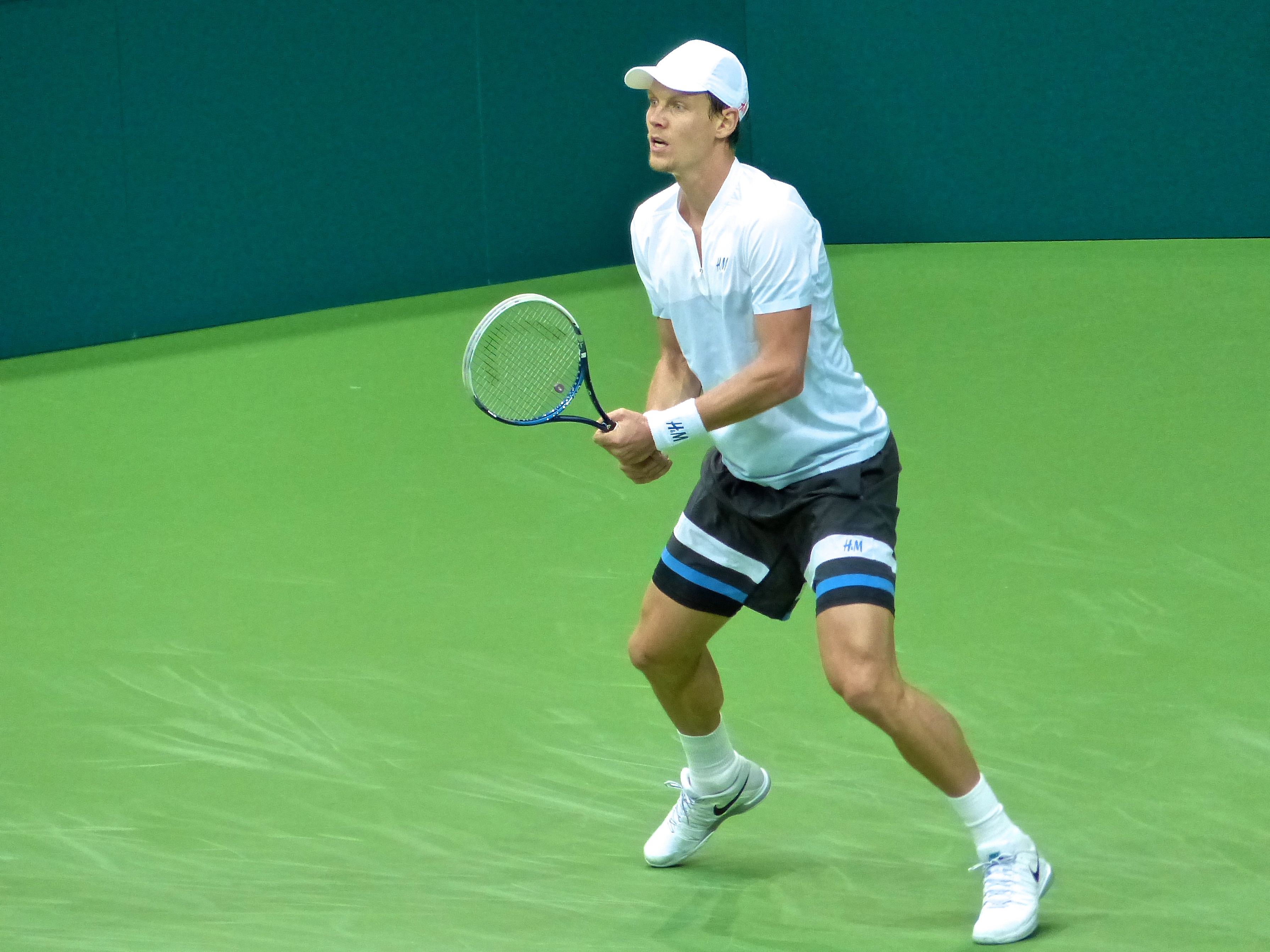
Tomáš Berdych na vítězném ročníku 2014

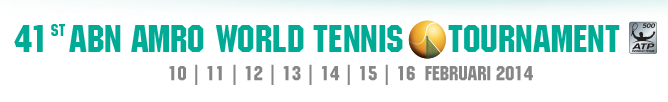
Logo ročníku 2014

  - 1990–1999: kategorie ATP World Series
  - 2000–2008: kategorie ATP International Series Gold
  - 2009–2018: kategorie ATP World Tour 500
  - od 2019: kategorie ATP Tour 500

## Vývoj názvu
- 1974–1990: ABN World Tennis Tournament, titulární partner banka ABN[1]
- 1991–2022: ABN AMRO World Tennis Tournament, titulární partner banka ABN AMRO po sloučení ABN a AMRO v roce 1991[1]
- od 2023: ABN AMRO Open, titulární partner banka ABN AMRO

## Přehled finále

### Dvouhra
| Rok  | vítěz                 | finalista                  | výsledek                |
| ---- | --------------------- | -------------------------- | ----------------------- |
| 1974 | Tom Okker             | Tom Gorman                 | 3–6, 7–6(7–2), 6–1      |
| 1975 | Arthur Ashe           | Tom Okker                  | 3–6, 6–2, 6–4           |
| 1976 | Arthur Ashe (2)       | Robert Lutz                | 6–3, 6–3                |
| 1977 | Dick Stockton         | Ilie Năstase               | 2–6, 6–3, 6–3           |
| 1978 | Jimmy Connors         | Raúl Ramírez               | 7–5, 7–5                |
| 1979 | Björn Borg            | John McEnroe               | 6–4, 6–2                |
| 1980 | Heinz Günthardt       | Gene Mayer                 | 6–2, 6–4                |
| 1981 | Jimmy Connors (2)     | Gene Mayer                 | 6–1, 2–6, 6–2           |
| 1982 | Guillermo Vilas       | Jimmy Connors              | 0–6, 6–2, 6–4           |
| 1983 | Gene Mayer            | Guillermo Vilas            | 6–1, 7–6                |
| 1984 | bez vítěze            | Ivan Lendl a Jimmy Connors | 6–0, 1–0přerušeno       |
| 1985 | Miloslav Mečíř        | Jakob Hlasek               | 6–1, 6–2                |
| 1986 | Joakim Nyström        | Anders Järryd              | 6–0, 6–3                |
| 1987 | Stefan Edberg         | John McEnroe               | 3–6, 6–3, 6–1           |
| 1988 | Stefan Edberg (2)     | Miloslav Mečíř             | 7–6, 6–2                |
| 1989 | Jakob Hlasek          | Anders Järryd              | 6–1, 7–5                |
| 1990 | Brad Gilbert          | Jonas Svensson             | 6–1, 6–3                |
| 1991 | Omar Camporese        | Ivan Lendl                 | 3–6, 7–6(7–4), 7–6(7–4) |
| 1992 | Boris Becker          | Alexandr Volkov            | 7–6(11–9), 4–6, 6–2     |
| 1993 | Anders Järryd         | Karel Nováček              | 6–3, 7–5                |
| 1994 | Michael Stich         | Wayne Ferreira             | 4–6, 6–3, 6–0           |
| 1995 | Richard Krajicek      | Paul Haarhuis              | 7–6(7–5), 6–4           |
| 1996 | Goran Ivanišević      | Jevgenij Kafelnikov        | 6–4, 3–6, 6–3           |
| 1997 | Richard Krajicek (2)  | Daniel Vacek               | 7–6(7–4), 7–6(7–5)      |
| 1998 | Jan Siemerink         | Thomas Johansson           | 7–6(7–2), 6–2           |
| 1999 | Jevgenij Kafelnikov   | Tim Henman                 | 6–2, 7–6(7–3)           |
| 2000 | Cédric Pioline        | Tim Henman                 | 6–7(3–7), 6–4, 7–6(7–4) |
| 2001 | Nicolas Escudé        | Roger Federer              | 7–5, 3–6, 7–6(7–5)      |
| 2002 | Nicolas Escudé (2)    | Tim Henman                 | 3–6, 7–6(9–7), 6–4      |
| 2003 | Max Mirnyj            | Raemon Sluiter             | 7–6(7–3), 6–4           |
| 2004 | Lleyton Hewitt        | Juan Carlos Ferrero        | 6–7(1–7), 7–5, 6–4      |
| 2005 | Roger Federer         | Ivan Ljubičić              | 5–7, 7–5, 7–6(7–5)      |
| 2006 | Radek Štěpánek        | Christophe Rochus          | 6–0, 6–3                |
| 2007 | Michail Južnyj        | Ivan Ljubičić              | 6–2, 6–4                |
| 2008 | Michaël Llodra        | Robin Söderling            | 6–7(3–7), 6–3, 7–6(7–4) |
| 2009 | Andy Murray           | Rafael Nadal               | 6–3, 4–6, 6–0           |
| 2010 | Robin Söderling       | Michail Južnyj             | 6–4, 2–0skreč           |
| 2011 | Robin Söderling (2)   | Jo-Wilfried Tsonga         | 6–3, 3–6, 6–3           |
| 2012 | Roger Federer (2)     | Juan Martín del Potro      | 6–1, 6–4                |
| 2013 | Juan Martín del Potro | Julien Benneteau           | 7–6(7–2), 6–3           |
| 2014 | Tomáš Berdych         | Marin Čilić                | 6–4, 6–2                |
| 2015 | Stan Wawrinka         | Tomáš Berdych              | 4–6, 6–3, 6–4           |
| 2016 | Martin Kližan         | Gaël Monfils               | 6–7(1–7), 6–3, 6–1      |
| 2017 | Jo-Wilfried Tsonga    | David Goffin               | 4–6, 6–4, 6–1           |
| 2018 | Roger Federer (3)     | Grigor Dimitrov            | 6–2, 6–2                |
| 2019 | Gaël Monfils          | Stan Wawrinka              | 6–3, 1–6, 6–2           |
| 2020 | Gaël Monfils (2)      | Félix Auger-Aliassime      | 6–2, 6–4                |
| 2021 | Andrej Rubljov        | Márton Fucsovics           | 7–6(7–4), 6–4           |
| 2022 | Félix Auger-Aliassime | Stefanos Tsitsipas         | 6–4, 6–2                |
| 2023 | Daniil Medveděv       | Jannik Sinner              | 5–7, 6–2, 6–2           |
| 2024 | Jannik Sinner         | Alex de Minaur             | 7–5, 6–4                |
| 2025 | Carlos Alcaraz        | Alex de Minaur             | 6–4, 3–6, 6–2           |

### Čtyřhra
| Rok  | vítězové                                    | finalisté                            | výsledek                |
| ---- | ------------------------------------------- | ------------------------------------ | ----------------------- |
| 1974 | Bob Hewitt Frew McMillan                    | Pierre Barthès Ilie Năstase          | 3–6, 6–4, 6–3           |
| 1975 | Bob Hewitt (2) Frew McMillan (2)            | José Higueras Balázs Taróczy         | 6–2, 6–2                |
| 1976 | Rod Laver Frew McMillan (3)                 | Arthur Ashe Tom Okker                | 6–1, 6–7(4–7), 7–6(7–5) |
| 1977 | Wojciech Fibak Tom Okker                    | Vidžaj Amritraž Dick Stockton        | 6–4, 6–4                |
| 1978 | Fred McNair Raúl Ramírez                    | Robert Lutz Stan Smith               | 6–2, 6–3                |
| 1979 | Peter Fleming John McEnroe                  | Heinz Günthardt Bernard Mitton       | 6–4, 6–4                |
| 1980 | Vidžaj Amritraž Stan Smith                  | Bill Scanlon Brian Teacher           | 6–4, 6–3                |
| 1981 | Fritz Buehning Ferdi Taygan                 | Gene Mayer Sandy Mayer               | 7–6, 1–6, 6–4           |
| 1982 | Mark Edmondson Sherwood Stewart             | Fritz Buehning Kevin Curren          | 7–5, 6–2                |
| 1983 | Fritz Buehning (2) Tom Gullikson            | Peter Fleming Pavel Složil           | 7–6, 4–6, 7–6           |
| 1984 | Kevin Curren Wojciech Fibak (2)             | Fritz Buehning Ferdi Taygan          | 6–4, 6–4                |
| 1985 | Tomáš Šmíd Pavel Složil                     | Vitas Gerulaitis Paul McNamee        | 6–4, 6–4                |
| 1986 | Stefan Edberg Slobodan Živojinović          | Wojciech Fibak Matt Mitchell         | 2–6, 6–3, 6–2           |
| 1987 | Stefan Edberg (2) Anders Järryd             | Chip Hooper Mike Leach               | 3–6, 6–3, 6–4           |
| 1988 | Patrik Kühnen Tore Meinecke                 | Magnus Gustafsson Diego Nargiso      | 7–6, 7–6                |
| 1989 | Miloslav Mečíř Milan Šrejber                | Jan Gunnarsson Magnus Gustafsson     | 7–6, 6–0                |
| 1990 | Leonardo Lavalle Jorge Lozano               | Diego Nargiso Nicolás Pereira        | 6–3, 7–6                |
| 1991 | Patrick Galbraith Anders Järryd (2)         | Steve DeVries David Macpherson       | 7–6, 6–2                |
| 1992 | Marc-Kevin Goellner David Prinosil          | Paul Haarhuis Mark Koevermans        | 6–2, 6–7, 7–6           |
| 1993 | Henrik Holm Anders Järryd (3)               | David Adams Andrej Olchovskij        | 6–4, 7–6                |
| 1994 | Jeremy Bates Jonas Björkman                 | Jacco Eltingh Paul Haarhuis          | 6–4, 6–1                |
| 1995 | Martin Damm Anders Järryd (4)               | Tomás Carbonell Francisco Roig       | 6–3, 6–2                |
| 1996 | David Adams Marius Barnard                  | Hendrik Jan Davids Cyril Suk         | 6–3, 5–7, 7–6           |
| 1997 | Jacco Eltingh Paul Haarhuis                 | Libor Pimek Byron Talbot             | 7–6(7–5), 6–4           |
| 1998 | Jacco Eltingh (2) Paul Haarhuis (2)         | Neil Broad Piet Norval               | 7–6, 6–3                |
| 1999 | David Adams (2) John-Laffnie de Jager       | Neil Broad Peter Tramacchi           | 6–7(5–7), 6–3, 6–4      |
| 2000 | David Adams (3) John-Laffnie de Jager (2)   | Tim Henman Jevgenij Kafelnikov       | 5–7, 6–2, 6–3           |
| 2001 | Jonas Björkman (2) Roger Federer            | Petr Pála Pavel Vízner               | 6–3, 6–0                |
| 2002 | Roger Federer (2) Max Mirnyj                | Mark Knowles Daniel Nestor           | 4–6, 6–3, [10–4]        |
| 2003 | Wayne Arthurs Paul Hanley                   | Roger Federer Max Mirnyj             | 7–6(7–4), 6–2           |
| 2004 | Paul Hanley (2) Radek Štěpánek              | Jonatan Erlich Andy Ram              | 5–7, 7–6(7–5), 7–5      |
| 2005 | Jonatan Erlich Andy Ram                     | Cyril Suk Pavel Vízner               | 6–4, 4–6, 6–3           |
| 2006 | Paul Hanley (3) Kevin Ullyett               | Jonatan Erlich Andy Ram              | 7–6(7–4), 7–6(7–2)      |
| 2007 | Martin Damm (2) Leander Paes                | Andrei Pavel Alexander Waske         | 6–3, 6–7(5–7), [10–7]   |
| 2008 | Tomáš Berdych Dmitrij Tursunov              | Philipp Kohlschreiber Michail Južnyj | 7–5, 3–6, [10–7]        |
| 2009 | Daniel Nestor Nenad Zimonjić                | Lukáš Dlouhý Leander Paes            | 6–2, 7–5                |
| 2010 | Daniel Nestor (2) Nenad Zimonjić (2)        | Simon Aspelin Paul Hanley            | 6–4, 4–6, [10–7]        |
| 2011 | Jürgen Melzer Philipp Petzschner            | Michaël Llodra Nenad Zimonjić        | 6–4, 3–6, [10–5]        |
| 2012 | Michaël Llodra Nenad Zimonjić (3)           | Robert Lindstedt Horia Tecău         | 4–6, 7–5, [16–14]       |
| 2013 | Robert Lindstedt Nenad Zimonjić (4)         | Thiemo de Bakker Jesse Huta Galung   | 5–7, 6–3, [10–8]        |
| 2014 | Michaël Llodra (2) Nicolas Mahut            | Jean-Julien Rojer Horia Tecău        | 6–2, 7–6(7–4)           |
| 2015 | Jean-Julien Rojer Horia Tecău               | Jamie Murray John Peers              | 3–6, 6–3, [10–8]        |
| 2016 | Nicolas Mahut (2) Vasek Pospisil            | Philipp Petzschner Alexander Peya    | 7–6(7–2), 6–4           |
| 2017 | Ivan Dodig Marcel Granollers                | Wesley Koolhof Matwé Middelkoop      | 7–6(7–5), 6–3           |
| 2018 | Pierre-Hugues Herbert Nicolas Mahut (3)     | Oliver Marach Mate Pavić             | 2–6, 6–2, [10–7]        |
| 2019 | Jérémy Chardy Henri Kontinen                | Jean-Julien Rojer Horia Tecău        | 7–6(7–5), 7–6(7–4)      |
| 2020 | Pierre-Hugues Herbert (2) Nicolas Mahut (4) | Henri Kontinen Jan-Lennard Struff    | 7–6(7–5), 4–6, [10–7]   |
| 2021 | Nikola Mektić Mate Pavić                    | Kevin Krawietz Horia Tecău           | 7–6(9–7), 6–2           |
| 2022 | Robin Haase Matwé Middelkoop                | Lloyd Harris Tim Pütz                | 4–6, 7–6(7–5), [10–5]   |
| 2023 | Ivan Dodig (2) Austin Krajicek              | Rohan Bopanna Matthew Ebden          | 7–6(7–5), 2–6, [12–10]  |
| 2024 | Wesley Koolhof Nikola Mektić                | Robin Haase Botic van de Zandschulp  | 6–3, 7–5                |
| 2025 | Simone Bolelli Andrea Vavassori             | Sander Gillé Jan Zieliński           | 6–2, 4–6, [10–6]        |

## Rekordy
| Dvouhra                  | Dvouhra  | Dvouhra                                   |
| Rekord                   | Rekord   | držitelé rekordu                          |
| ------------------------ | -------- | ----------------------------------------- |
| Nejvíce titulů           | 3        | Roger Federer                             |
| Nejvíce vyhraných zápasů | 28       | Roger Federer                             |
| Nejmladší vítěz          | 20 let   | Miloslav Mečíř (1985)                     |
| Nejstarší vítěz          | 36 let   | Roger Federer (2018)                      |
| Nejvýše postavený vítěz  | 1. ATP   | Jimmy Connors (1978) Roger Federer (2005) |
| Nejníže postavený vítěz  | 156. ATP | Anders Järryd (1993)                      |
| Čtyřhra                  |          |                                           |
| Nejvíce titulů           | 4        | Anders Järryd Nenad Zimonjić              |

## Galerie

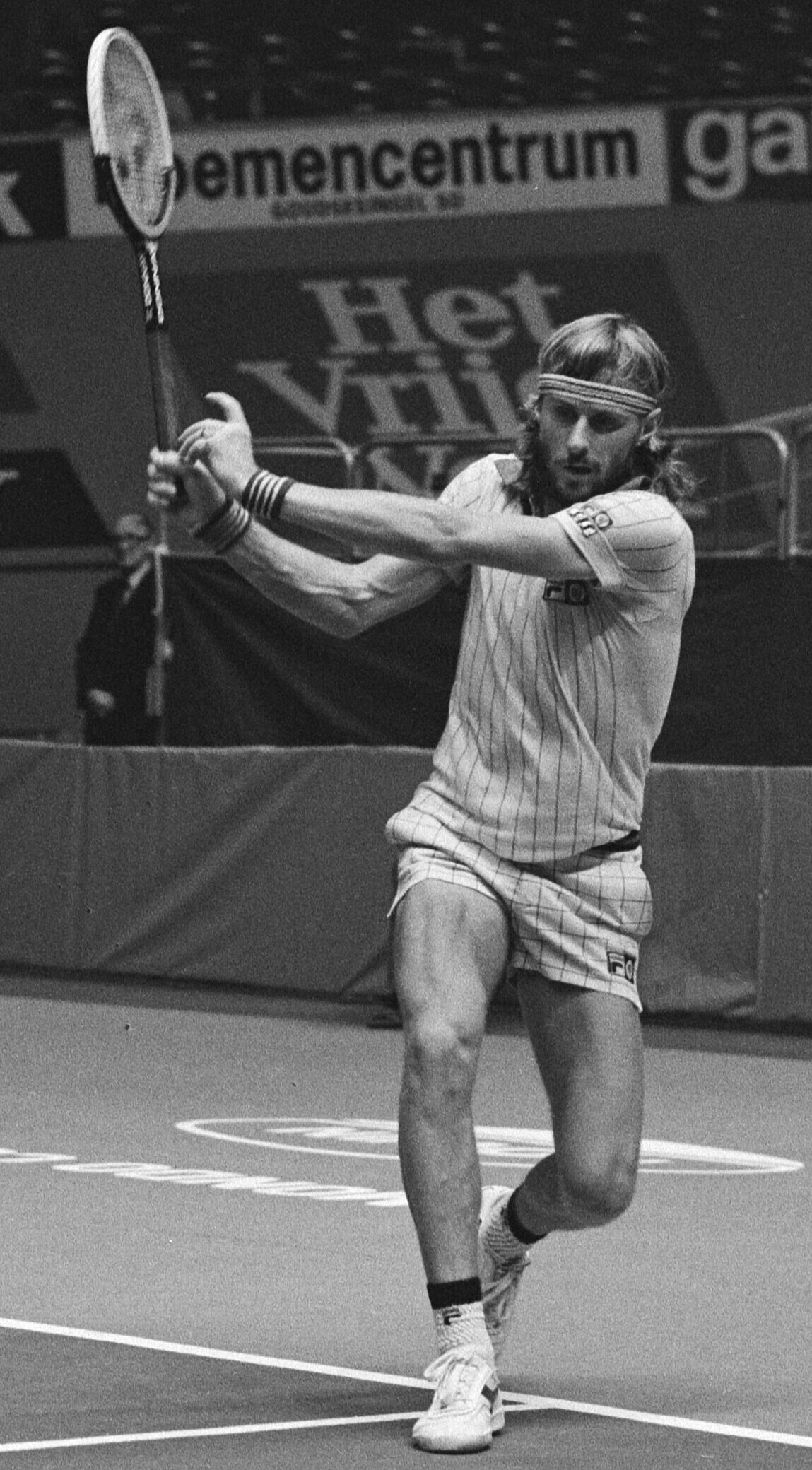
Björn Borg, 1979
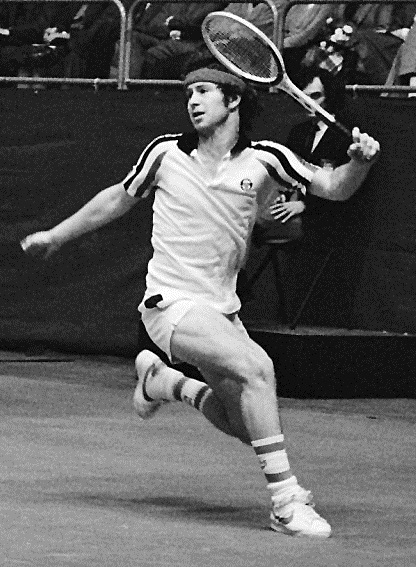
John McEnroe, 1979
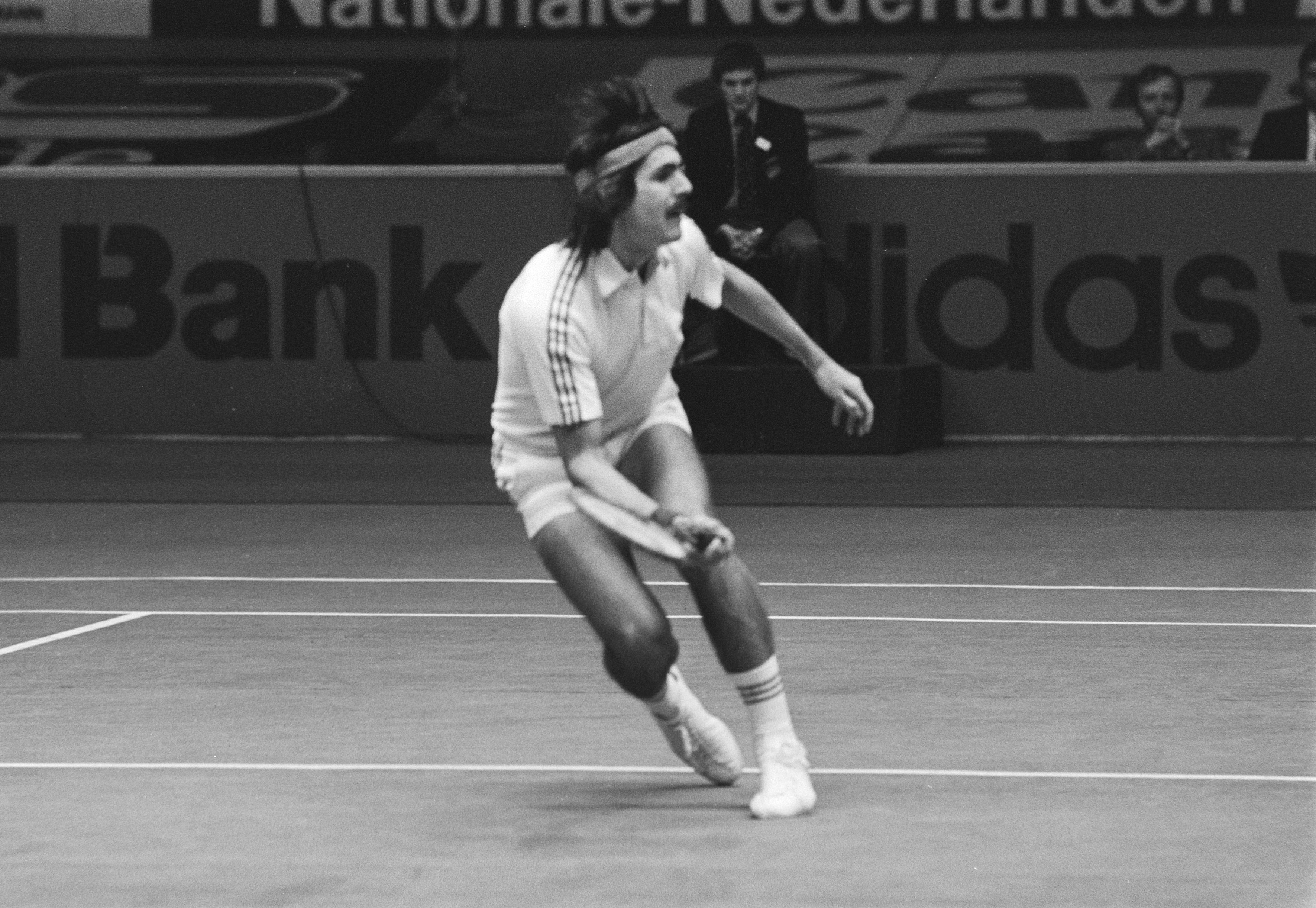
Jimmy Connors, 1981
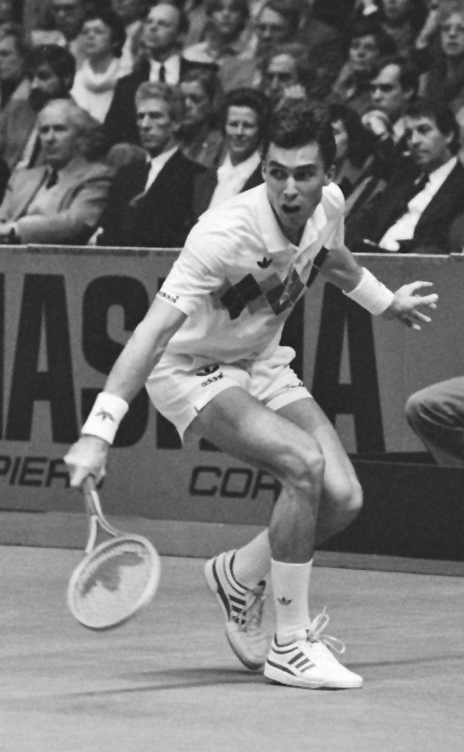
Ivan Lendl, 1984